# Jiellasrivier
Jiellasrivier (Zweeds – Fins: Jiellasjoki) is een rivier annex beek, die stroomt in de Zweedse  gemeente Kiruna. De rivier ontstaat als een aantal beken samenstroomt ten westen van het Luongasjärvi. De rivier stroomt naar een uitloper van dat meer en watert verder af via de Kurusrivier.
Afwatering: Jiellasrivier →  Kurusrivier  →  Luongasrivier →   Muonio → Torne → Botnische Golf